# 7356 Касаґранде
7356 Касаґранде (7356 Casagrande) — астероїд головного поясу, відкритий 27 вересня 1995 року.
Тіссеранів параметр щодо Юпітера — 3,366.